# Hermann Schoppe
Hermann Schoppe (* 4. April 1937 in Offenbach am Main) ist ein deutscher  Politiker (CDU) und Wirtschaftspädagoge.

## Leben und Beruf
Nach dem Abitur absolvierte Schoppe eine Ausbildung zum Industriekaufmann, die er 1959 mit der Kaufmannsgehilfenprüfung abschloss. Anschließend nahm er ein Studium der Wirtschaftspädagogik auf, welches er 1964 mit dem ersten und 1966 mit dem zweiten Staatsexamen beendete. Nachdem er die Prüfung zum Diplom-Handelslehrer bestanden hatte, war er von 1964 bis 1978 als Berufsschullehrer tätig. Von 1978 bis 1995 war er Mitglied des Hessischen Landtags, zuletzt Vizepräsident des Landesparlaments. Von 1989 bis 2003 war er Mitglied der Hessischen Landesanstalt für privaten Rundfunk (kurz: LPR). Hermann Schoppe lebte 45 Jahre im Offenbacher Stadtteil Bieber. Seit 2017 wohnt er in Rodgau-Weiskirchen.

## Partei
Schoppe ist Mitglied der CDU seit 1965. Er war von 1975 bis 1994 Vorsitzender des CDU-Kreisverbands Offenbach-Stadt und von 1987 bis 1995 Mitglied im Landesvorstand der hessischen Christdemokraten.

## Abgeordneter
Schoppe war von 1968 bis 1993 Ratsmitglied der Stadt Offenbach. Er gehörte von 1978 bis 1995 dem Hessischen Landtag an und war dort zeitweise stellvertretender Vorsitzender der CDU-Fraktion. 1994/95 amtierte er als Vizepräsident des Landtags. Bei der Landtagswahl in Hessen 1982 gelang es ihm, den Wahlkreis Offenbach-Stadt direkt zu gewinnen, der bis dahin von der SPD gehalten wurde. Nachdem er 1983 über die Landesliste gewählt wurde, eroberte er 1987 den Wahlkreis zurück und konnte ihn auch 1991 halten.

## Öffentliche Ämter
Schoppe war von 1968 bis 1993 Stadtverordneter und von 1993 bis 2006 ehrenamtlicher Stadtrat im Magistrat der Stadt Offenbach.

## Ehrungen

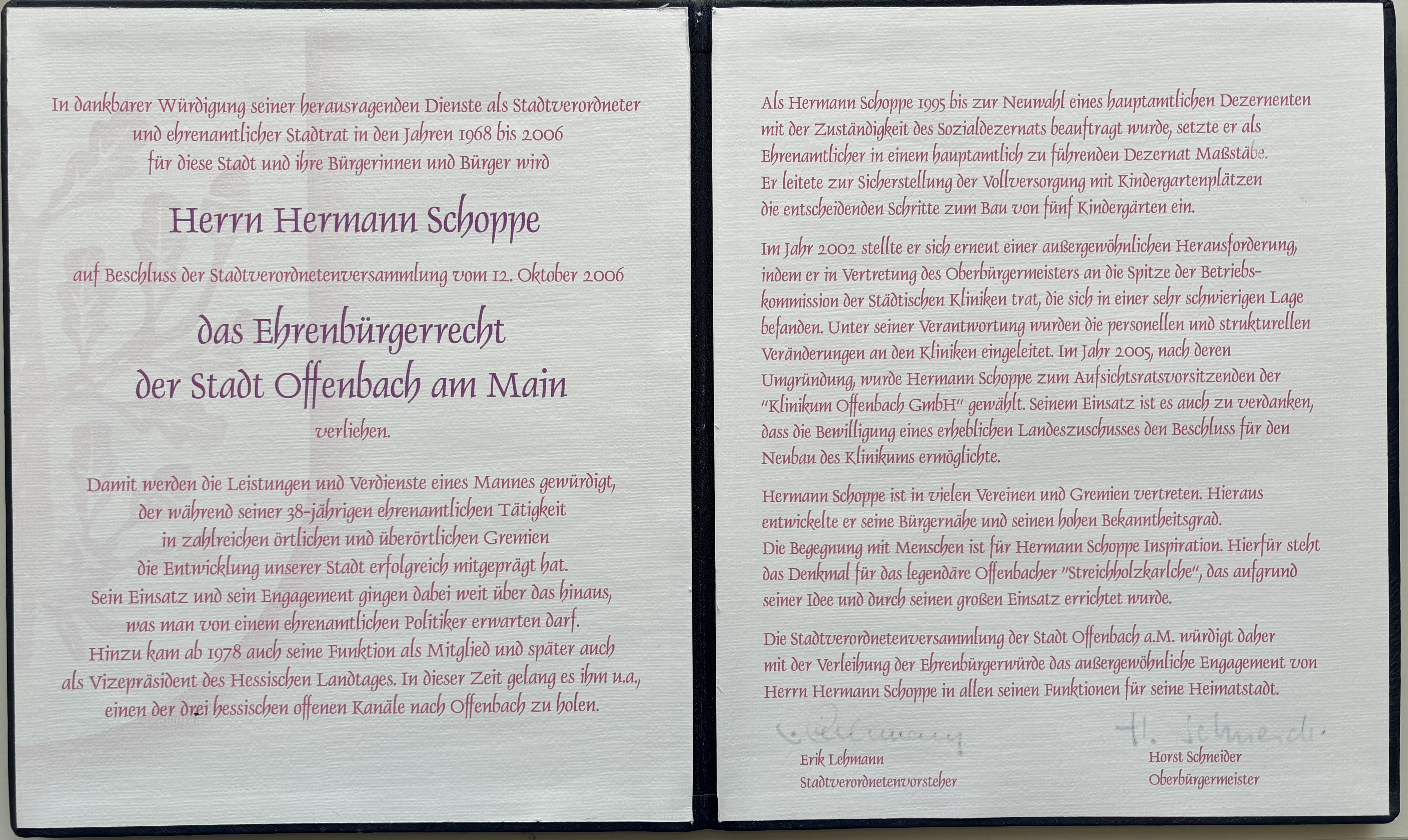
Urkunde zur Verleihung des Ehrenbürgerrechts der Stadt Offenbach an Hermann Schoppe am 12. Oktober 2006.

- Ehrenmitglied des Gesamtverbandes der Lehrer an Beruflichen Schulen in Hessen 1991
- Bundesverdienstkreuz am Bande, 1989[1]
- Bundesverdienstkreuz I. Klasse, 1995
- Hessischer Verdienstorden, 2002
- Ehrenbürger der Stadt Offenbach, 2006